# Hans Sydow
Hans Sydow (født 1968) er komponist, organist og musiklærer.
Hans Sydow arbejder tit i feltet mellem lyden, lyrikken og musikken, og bruger sprog og reallyd som musikalsk materiale.

## Hæder
- Danish Music Awards Folk
- honourable mentions i emsPrize
- 2003, Årets Steppeulv[note 1]
- 2007, Statens Kunstfonds tre-årige arbejdslegat

## Udgivelser
- 1998 Glimtvis
- 2002 Halvvejs til Halfdan
- 2004 Rime-Djävlen
- 2004 Mannakorn
- 2005 Idas Bibel

### Uddybende note
1. ↑  Det var Else Marie Pade der modtog Steppeulven til prisoverrækkelsen, men principielt var det Hans Sydow, der fik den, da det var hans ide. Prisen blev givet for Årets ide: remix af Syv cirkler.(kilde e-mail fra Klaus Lynggaard, formand for Steppeulven)